# Contea di Elmore (Alabama)
La contea di Elmore, in inglese Elmore County, è una contea dello Stato dell'Alabama, negli Stati Uniti. La popolazione al censimento del 2000 era di 65 874 abitanti. Il capoluogo di contea è Wetumpka.

## Geografia fisica
La contea si trova nella parte centrale dello Stato. Lo United States Census Bureau certifica che l'estensione della contea è di 1702 km², di cui 1609 km² composti da terra e i rimanenti 93 km² composti di acqua.
Il territorio si trova nella zona geografica dell'altopiano Piedmont.

### Laghi, fiumi e parchi
La contea comprende i seguenti laghi, fiumi e parchi:
| Laghi | Fiumi | Parchi                                                                                          | Parchi |
| --- | --- | ----------------------------------------------------------------------------------------------- | ------ |
| - Jackson Lake - Paraviginis Lake - B G Powell Lake - Annie T Gregory Lake - Milam Lake - Stewart Lakes - Danny Davis Lake - Nelson Lake | - Hurricane Branch - Sofkahatchee Creek - Mortar Creek - Jackson Branch - Jake Creek - Channahatchee Creek - Tumkeehatchee Creek - Tumlame Branch - John Bear Creek | - Holtville Park - Aaron Park - Fort Toulouse State Park - Fort Toulouse National Historic Park |        |

### Contee confinanti
- Contea di Coosa - nord
- Contea di Tallapoosa - nord-est/est
- Contea di Macon - sud-est
- Contea di Montgomery - sud
- Contea di Autauga - ovest
- Contea di Chilton - nord-ovest

## Principali strade ed autostrade
- Interstate 65
- U.S. Highway 231
- State Route 9
- State Route 14
- State Route 63

## Storia
La contea di Elmore fu creata il 15 febbraio 1866 da parte delle contee di Coosa, Autauga, e Montogomery. Fu chiamata così in onore del generale John Archer Elmore.

## Società

### Evoluzione demografica
Abitanti censiti (migliaia)

## Comuni
- Coosada - town
- Deatsville - town
- Eclectic - town
- Elmore - town
- Millbrook - city[8]
- Prattville - city[8]
- Tallassee - city[9]
- Wetumpka (capoluogo) - city

### Census-designated places
- Blue Ridge
- Emerald Mountain
- Holtville
- Redland